# Snowflakes
A Snowflakes Toni Braxton amerikai énekesnő negyedik albuma. 2001-ben jelent meg. A Snowflakes karácsonyi album, hagyományos karácsonyi dalok feldolgozásai és több új dal szerepel rajta, témájuk nemcsak a karácsony, hanem a szerelem is. Ez Braxton legboldogabb hangvételű albuma. Készítése közben az énekesnő első gyermekét várta (kisfia, Denim két hónappal később született meg).

## Számlista
| #   | Cím                                             | Szerző                                                                  | Hossz |
| --- | ----------------------------------------------- | ----------------------------------------------------------------------- | ----- |
| 1.  | Holiday Celebrate                               | Toni Braxton, Keri Lewis, Tamar Braxton                                 | 3:59  |
| 2.  | Christmas in Jamaica (feat. Shaggy)             | Toni Braxton, Donnie Scantz, Keri Lewis, Shaggy, Craig Love, Dave Kelly | 4:22  |
| 3.  | Snowflakes of Love                              | Tni Braxton, Keri Lewis, Isaac Hayes                                    | 4:24  |
| 4.  | Christmas Time Is Here                          | Vince Guaraldi, Lee Mendelson                                           | 4:11  |
| 5.  | Santa Please…                                   | Toni Braxton, Keri Lewis                                                | 4:32  |
| 6.  | …Pretty Please (Interlude)                      |                                                                         | 1:00  |
| 7.  | Have Yourself a Merry Little Christmas          | Ralph Blane, Hugh Martin                                                | 4:34  |
| 8.  | This Time Next Year                             | Babyface, David Foster                                                  | 4:22  |
| 9.  | The Christmas Song                              | Mel Torme, Robert Wells                                                 | 3:23  |
| 10. | Snowflakes of Love (Brent Fischer Instrumental) | Toni Braxton, Keri Lewis, Isaac Hayes                                   | 4:36  |
| 11. | Christmas in Jamaica (Remix feat. Shaggy)       | Toni Braxton, Donnie Scantz, Keri Lewis, Shaggy, Craig Love, Dave Kelly | 3:39  |

## Kislemezek
- Snowflakes of Love (2001)
- Christmas in Jamaica (2001)

## Helyezések
| Slágerlista (2001)                   | Legfelső helyezés |
| ------------------------------------ | ----------------- |
| USA Billboard 200                    | 119               |
| USA Billboard Top R&B/Hip-Hop Albums | 57                |
| Német albumslágerlista               | 92                |